# Ba gã cựu binh
Ba gã cựu binh (tiếng Séc: Tři veteráni) là một bộ phim phiêu lưu - hài hước của đạo diễn Oldřich Lipský, ra mắt lần đầu năm 1984.

## Diễn viên
- Rudolf Hrušínský starší... Pankrác
- Josef Somr... Servác
- Petr Čepek... Bimbác
- Vida Skalská... Công chúa Bosana
- Zdeněk Svěrák... Thủ tướng
- Július Satinský... Vua Pikola
- Miloš Kopecký
- Lubomír Lipský
- Jiří Kaftan
- Jiří Hálek... Tướng quân

## Vinh danh
- Liên hoan phim Fantasporto - Bồ Đào Nha (1985)